# Haimre
Haimre – wieś w Estonii, prowincji Rapla, w gminie Märjamaa.